# Hýždě
Hýždě (krajina hýžďová, latinsky: regio glutealis, v běžné hovorové mluvě se používají spíše termíny zadek nebo zadnice a vulg. prdel) je součást vnější anatomie většiny savců, nacházející se na zadní části těla v pánevní oblasti. U lidí jsou hýždě mezi zády a hrází. Skládají se z vnější vrstvy kůže a podkožního tuku (tukového polštáře) nad levým a pravým velkým a středním svalem hýžďovým. Velký sval hýžďový je největším svalem lidského těla, udržuje tělo vzpřímené při předkloněném trupu tím, že narovnává kyčelní klouby, a napíná nohu při běhu nebo chůzi. V sedu na sebe hýždě přenášejí z nohou váhu horní části těla. Svaly a tuk propůjčují hýždím charakteristický tvar dvou polokoulí. Mezi hýžďovými svaly se nachází řitní otvor a v popředí od nich pak pohlavní orgán – u mužů penis a šourek a u žen vulva. 

## Anatomie
Hýždě jsou tvořeny hmotou hýžďových svalů (velký sval hýžďový a střední sval hýžďový) překrytou vrstvou tuku. Horní část hýždí končí u kyčelního hřebenu, zespodu jsou ohraničeny gluteální rýhou. Do velkého svalu hýžďového vstupuje třetina horní části linea aspera stehenní kosti, a svrchní část iliotibiálního traktu. Oba velké svaly hýžďové jsou odděleny mezihýžďovou rýhou, ve které se nachází řitní otvor. 
Hýždě umožňují primátům sedět vzpřímeně bez toho, aby přenášeli váhu na chodidla, jako to dělají čtyřnožci. U lidí mají samice průměrně širší a silnější hýždě v poměru k tělu díky většímu množství podkožního tuku a širším bokům. Hýždě mají také roli při pohybu těla kupředu a u střevních pohybů.
Ačkoli lidské děti obvykle mají hladké hýždě, u dospělých jsou do různé míry porostlé chlupy – od porostu v mezihýžďové rýze (včetně okolí řitního otvoru) rozšiřujícího se někdy vodorovně po spodní části hýždí, až po porost celých hýždí.

## Sexuální atraktivita
Hýždě jsou významnou erotogenní zónou a předmětem atraktivity jak pro muže, tak pro ženy. Mužům, kteří se zaměřují na ženská pozadí, se hovorově říká „dolňáci“ (anglicky buttmen) a mužům shledávajícím atraktivnějšími ženské prsy než zadnici, se říká „horňáci“ (breastmen).

## Galerie

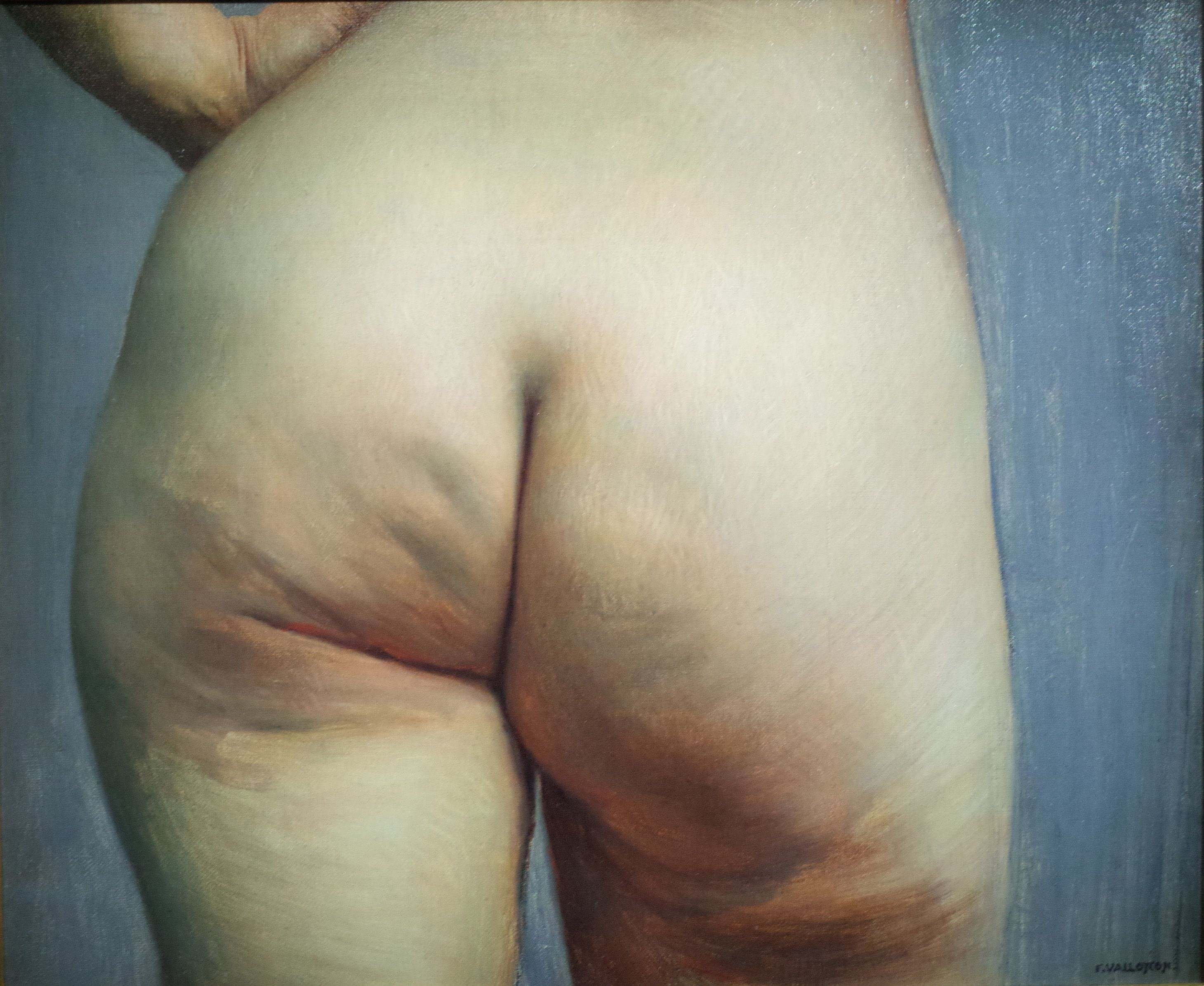
Félix Vallotton (c. 1884)
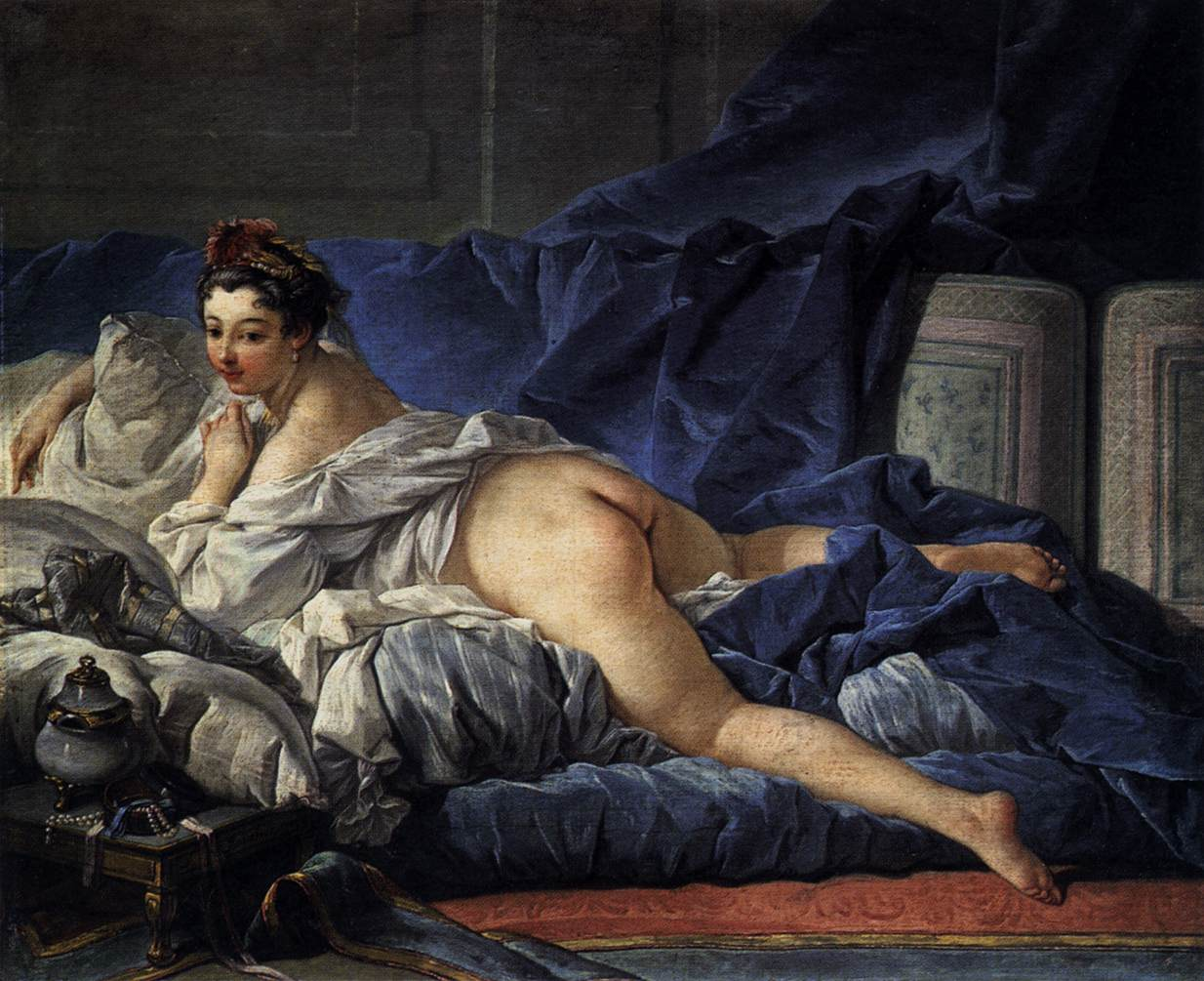
François Boucher (1745)
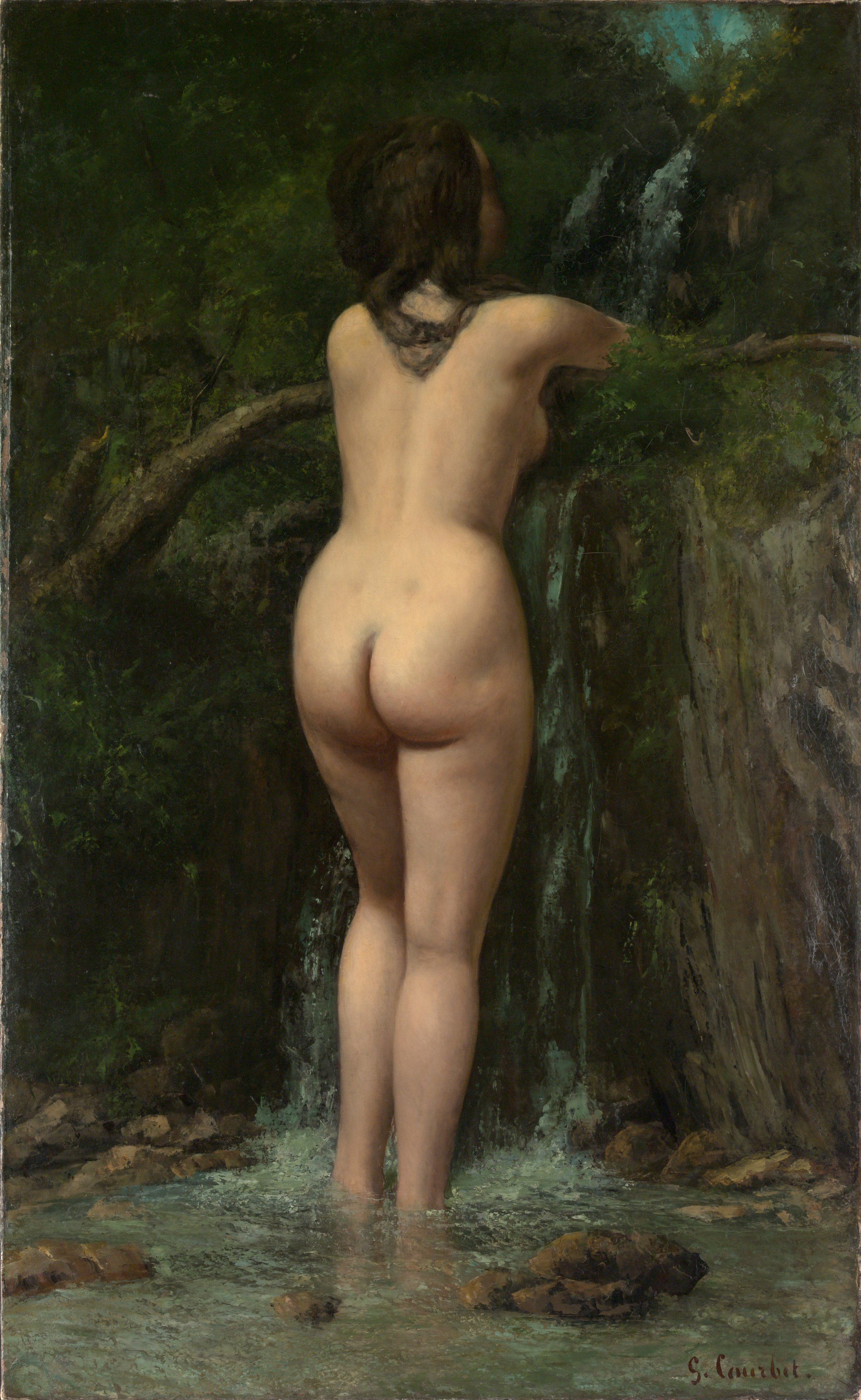
Gustave Courbet (1862)
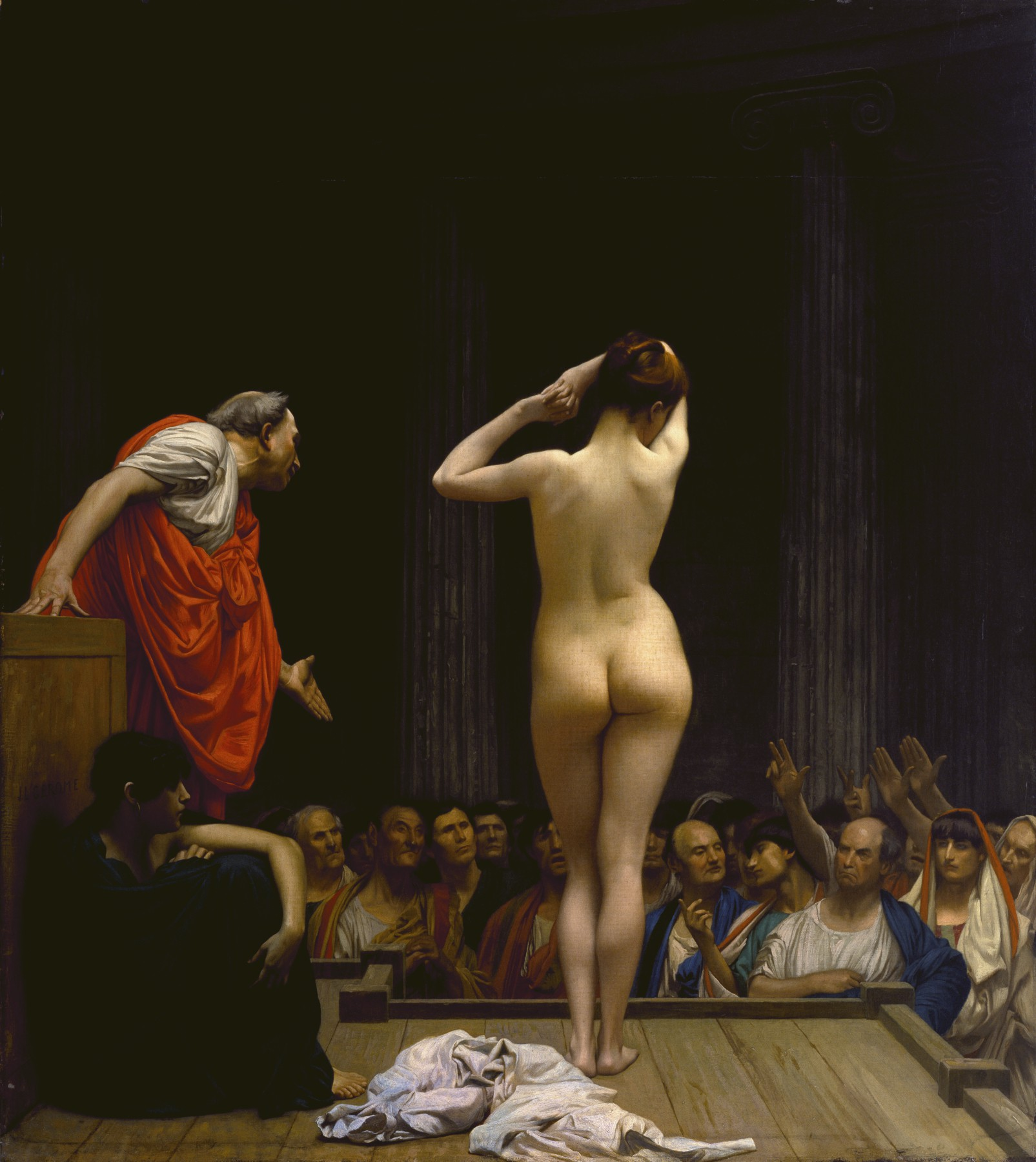
Jean-Léon Gérôme (1884)
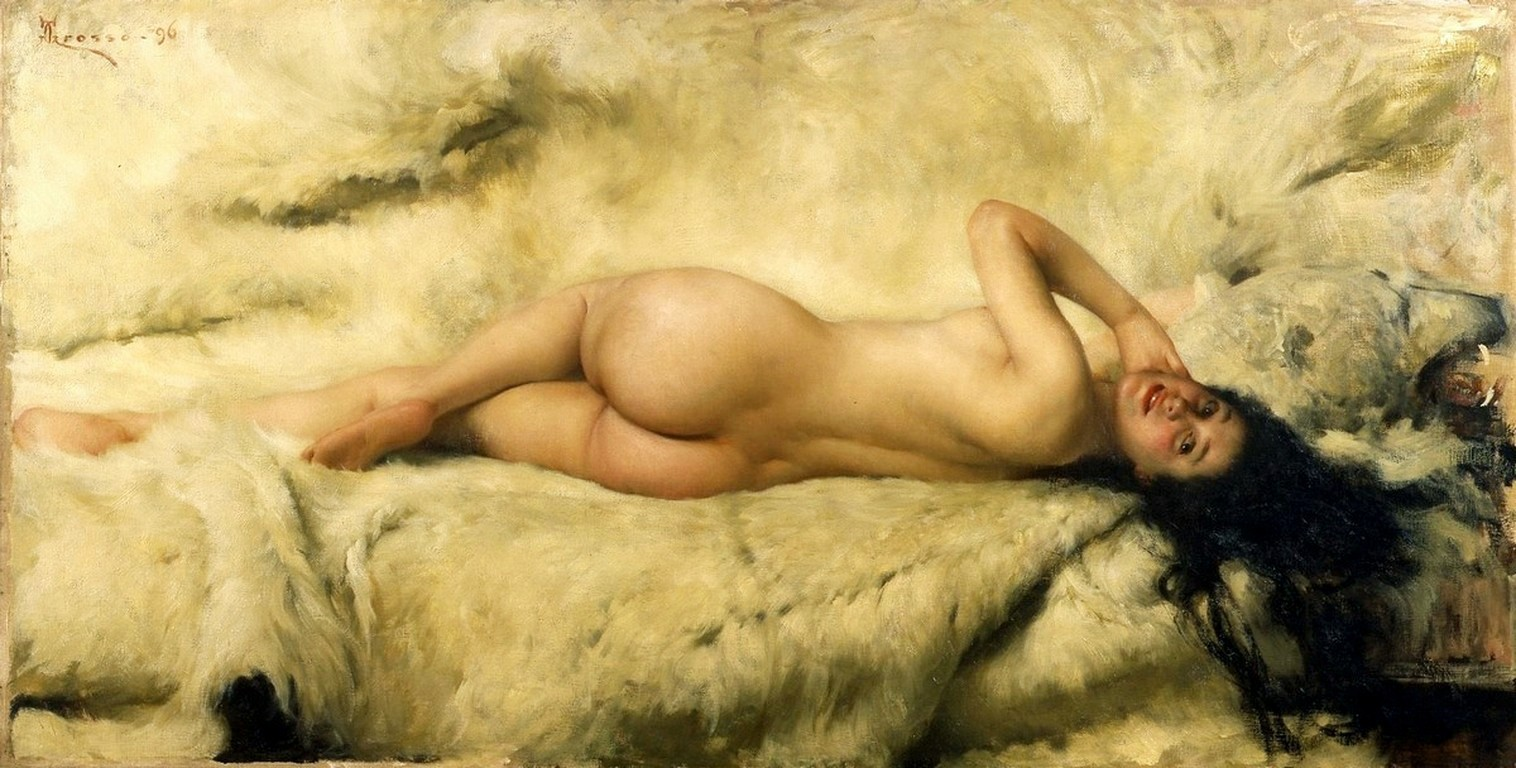
Giacomo Grosso (1896)
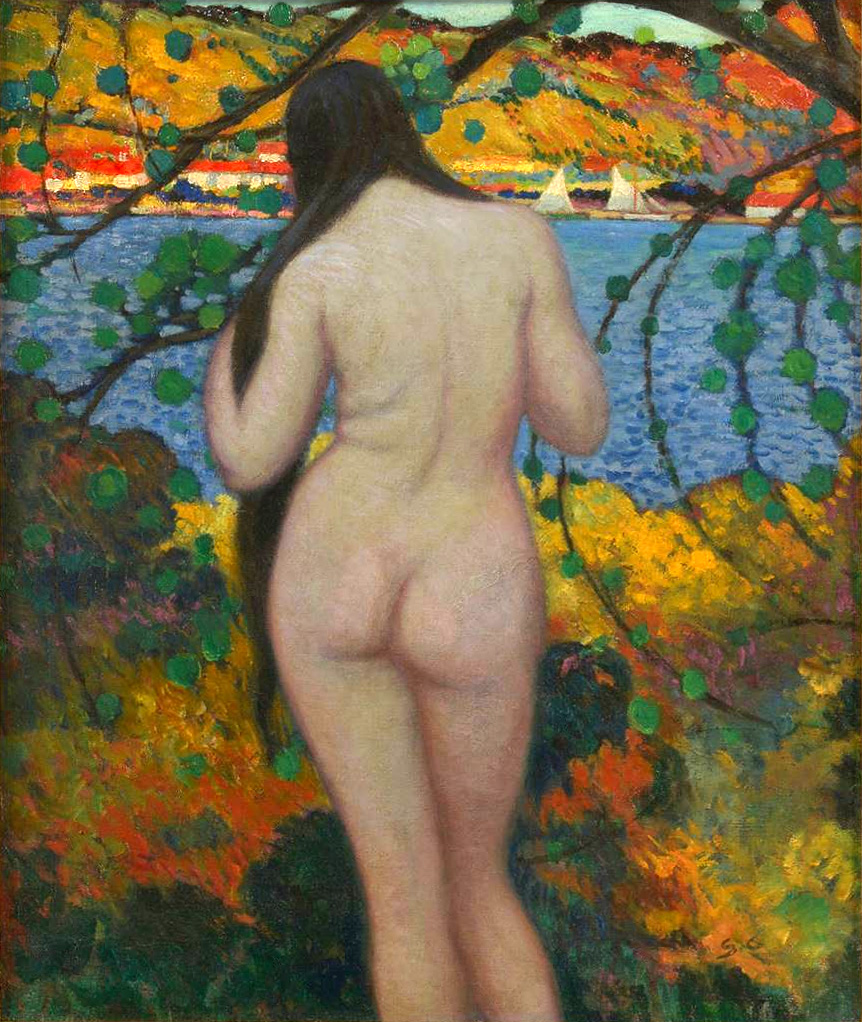
Louis Gustave Cambier (c. 1910)
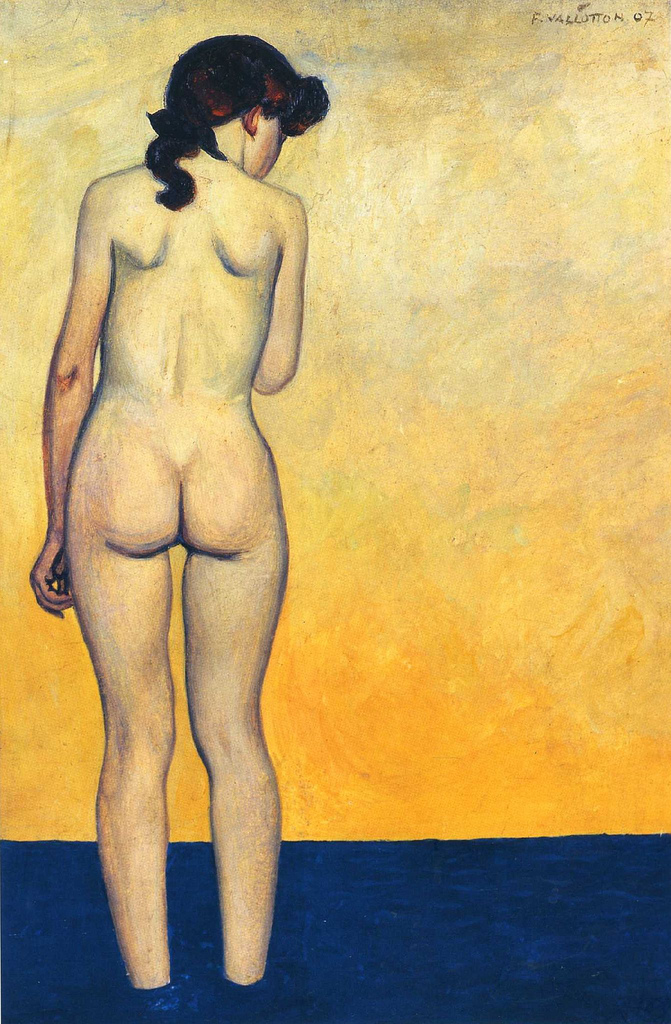
Félix Vallotton (1907)
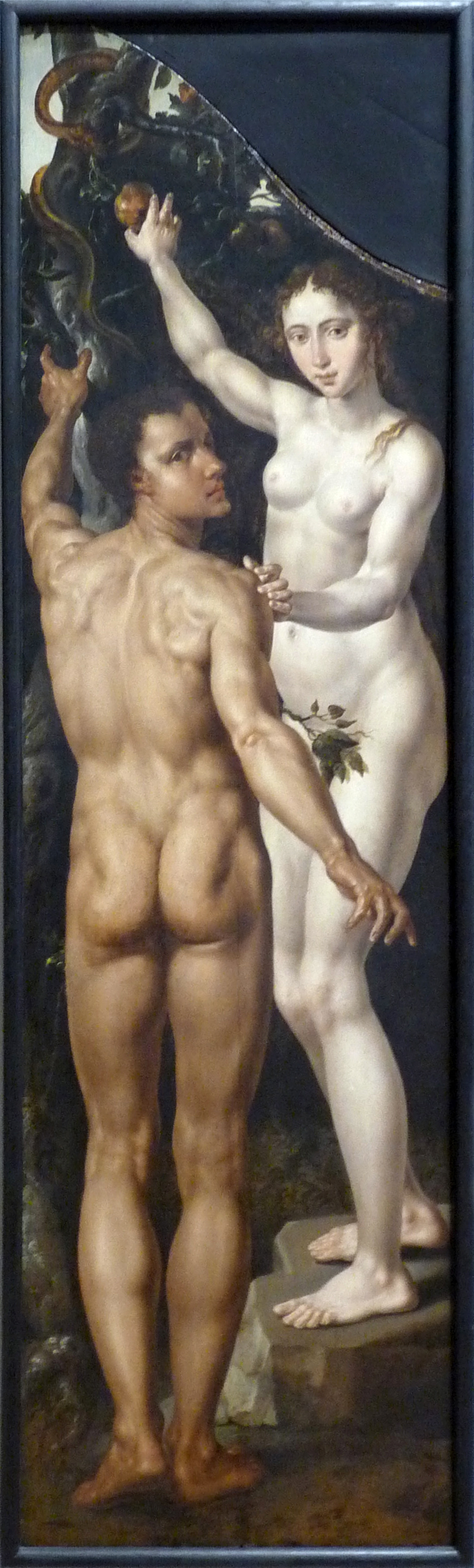
Maarten van Heemskerck (1550)